# علي محمود (باتشة لك الشرقي)
علي محمود (بالفارسية: عالی محمود) هي منطقة سكنية تقع في إيران في قسم باتشة لك الشرقي الریفي. يقدر عدد سكانها بـ 129 نسمة بحسب إحصاء 2016.